# بيدرو غارسيا كابريرا
بيدرو غارسيا كابريرا (بالإسبانية: Pedro García Cabrera)‏ هو كاتب وشاعر وسياسي إسباني، ولد في 19 أغسطس 1905 في فايرموسو في إسبانيا، وتوفي في 20 مارس 1981 في سانتا كروث دي تينيريفه في إسبانيا. حزبياً، نشط في حزب العمال الاشتراكي الإسباني.